# Neue Politische Ökonomie
Die Neue Politische Ökonomie (NPÖ) (auch Public Choice oder Ökonomische Theorie der Politik) umfasst jene Theorien und Forschungsgebiete, die politisches Verhalten, Entscheidungsprozesse und Strukturen mittels der Methodik der Wirtschaftswissenschaft erklären. Sie analysiert das individuelle und kollektive Handeln politischer Akteure wie Wähler, Verwaltungen, Parteien und Interessenverbände.

## Allgemeines
Die Bezeichnung Neue Politische Ökonomie grenzt dieses Teilgebiet von der klassischen Politischen Ökonomie ab, einem Begriff, der dasselbe bedeutet wie Volkswirtschaftslehre. Der englischsprachige Begriff Public Choice bringt zum Ausdruck, dass sich die Neue Politische Ökonomie als positive Ökonomie versteht, die tatsächliches Verhalten beschreibt. Im Gegensatz dazu erörtert die normative Ökonomie einen Idealzustand.
In der Public-Choice-Theorie wird unter anderem zwischen privaten und öffentlichen Gütern nach den Kriterien Rivalität (Maßstab: Rivalitätsgrad) und Ausschließbarkeit (Exklusionsgrad) unterschieden.

## Geschichte und Entstehung
Erste mathematische Überlegungen zu Wahlverfahren anhand von Wählerpräferenzen reichen in das 18. und 19. Jahrhundert zurück. So untersuchte der Marquis de Condorcet Wahlverfahren gemäß der nach ihm benannten Condorcet-Methode und entdeckte das Condorcet-Paradoxon. Weitere Mathematiker, die sich mit dem Thema beschäftigten, waren Jean Charles Borda, Lewis Carroll und Pierre-Simon Laplace. Ihre Überlegungen wurden in den 1950er Jahren von Duncan Black aufgegriffen. Gordon Tullock sieht Black deshalb als „Vater der modernen Public-Choice-Theorie“.
In dieser Zeit, zwischen 1957 und 1965, wurde mit der Veröffentlichung von fünf Büchern in den Vereinigten Staaten der Grundstein für die Public-Choice-Theorie gelegt. Zusammen wie auch einzeln  haben jene wissenschaftlichen Arbeiten bedeutsame Auswirkungen auf die Politikwissenschaften und Volkswirtschaftslehre gehabt und wurden größtenteils mit Nobelpreisen ausgezeichnet. Die Bücher sind auch bekannt unter dem Namen „Public Choice Pentateuch“:
- Kenneth Arrow: Social Choice and Individual Values. 1951. 2. Auflage 1962.
- Duncan Black: The Theory of Committees and Elections. 1958.
- James M. Buchanan und Gordon Tullock: The Calculus of Consent: The Logical Foundations of Constitutional Democracy. 1962.
- Anthony Downs: An Economic Theory of Democracy. 1957.
- Mancur Olson: The Logic of Collective Action. 1965.

Arrow legte 1951 mit seinem Theorem, dass es keine ideale Abstimmungsregel gibt (bekannt unter dem Namen Arrow-Paradoxon), den Grundstein für die neoklassische Analyse von politischen Verfahren.
Anthony Downs und Duncan Black erweiterten die Forschung Arrows in der Sozialwahltheorie in Bezug auf Untersuchung von Wählerverhalten und Wahlverfahren.
James Buchanan und Gordon Tullock fügten der Public-Choice-Theorie noch weitere (theoretische) Konzepte, beispielsweise die Spieltheorie und Klubtheorie, hinzu und stellten die Theorie der Interessengruppen auf.
Olson griff in seinem Werk die Problematik von rein rational handelnden Gruppen auf und verband die interdisziplinäre Public Choice nun noch mit der Soziologie.

## Annahmen
| \| \| Gegenstand \| \| Methoden \| \| | marktlich                                        | außermarktlich                                                                |
| ------------------------------------- | ------------------------------------------------ | ----------------------------------------------------------------------------- |
| ökonomisch                            | traditionelle Wirtschaftswissenschaft            | Neue Politische Ökonomie, Familienökonomie, Ökonomische Analyse des Rechts, … |
| nicht ökonomisch                      | Wirtschaftssoziologie, Wirtschaftspsychologie, … | Soziologie, Rechts- und Politikwissenschaften                                 |
|                                       | Gegenstand                                       |                                                                               |
| Methoden                              |                                                  |                                                                               |

Grundannahme der Neuen Politischen Ökonomie ist der methodologische Individualismus mit dem Modell des rational handelnden, von Eigeninteressen geleiteten Homo oeconomicus, dessen Ziel die Nutzenmaximierung ist und der dementsprechende Entscheidungen trifft.
Den Individuen wird ein situationsadäquates und rationales Handeln vorausgesetzt, wobei die individuellen Präferenzen als gegeben und nicht veränderbar angesehen werden. Die Ergebnisse einer Entscheidung werden also nicht aus Veränderung der Präferenzen, sondern aus den veränderlichen Restriktionen bestimmt, die das Handeln einschränken. Neben dem methodologischen Individualismus ist auch der normative Individualismus eine Grundannahme der Public-Choice-Theorie.
Im politischen Umfeld geht die Theorie davon aus, dass es im politischen Kräftefeld einen Kampf um Ämter gibt. Das Ziel der Politiker sei, damit ihre Wiederwahl zu sichern und ihren Eigennutz zu maximieren. Hierbei wird ihnen ein Hang zur Macht unterstellt. Politische Entscheidungen werden hierbei als Nebenprodukt angesehen (→ Schumpeter).
Mit dem Public-Choice-Ansatz versuchen die Vertreter dieser Theorie, Staatengründungen und die Bildung von staatlichen Institutionen oder auch Wahlverhalten zu erklären.

## Teilgebiete
Zu den Teilgebieten der Neuen Politischen Ökonomie gehören die von Joseph Schumpeter, Anthony Downs (An Economic Theory of Democracy, 1957) und James M. Buchanan begründete ökonomische Theorie der Demokratie, William A. Niskanens Ökonomische Theorie der Bürokratie, die auf Mancur Olson und Gary S. Becker zurückgehende Theorie der Interessengruppen, die ökonomische Theorie der Regulierung von George Stigler und Sam Peltzman sowie die Theorie des rent-seeking von Gordon Tullock und James M. Buchanan.
In einem weiteren Sinn zählen auch die Theorie politischer Konjunkturzyklen von William D. Nordhaus und die politische Ökonomie des Wachstums von Mancur Olson zu den Teilgebieten.

### Entscheidungsfindung

#### Individuelle Entscheidungsfindung
Aufbauend auf der Annahme des Homo Oeconomicus erstrebt jeder Mensch die Erfüllung seiner Präferenzen mit möglichst hoher Priorität, da dies rational ist. Dabei spielt auch die Abwägung von Opportunitätskosten eine bedeutende Rolle. Es wird versucht, die relativen Kosten, die durch eine Entscheidung gegen die zweitbeste Alternative anfallen, zu minimieren. Auch die Spieltheorie beeinflusst die individuelle Entscheidungsfindung. Ein Beispiel hierfür ist das Gefangenendilemma: Bei diesem nicht-kooperativen Spiel wird versucht, das Verhalten von Parteien, die das Ergebnis einer Entscheidung verändern können, vorherzusagen, um einen maximalen Gewinn zu erzielen. Finden alle beteiligten Parteien eine Entscheidung, bei der sie keine bessere Möglichkeit wählen können, solange das Gegenüber in seiner Wahl beständig bleibt, so tritt ein Nash-Gleichgewicht ein.
Weitere Theorien zu individuellem Handeln wurden von Niccolo Machiavelli und Ronald Coase aufgestellt. Nach Machiavelli ergreift ein Individuum jede Möglichkeit, bei der es seine eigene Position in Relation zu weiteren Individuen verbessern kann. Im Gegensatz dazu war Coase der Meinung, dass Menschen stets nach Kooperation streben, um einen beidseitigen Vorteil zu erlangen und eine Pareto-Optimierung vorzunehmen.

#### Kollektive Entscheidungsfindung
Kollektive Entscheidungsfindungen werden durch verschiedene Aspekte wie das Machtverhältnis zwischen den an der Entscheidung beteiligten Parteien und der Informiertheit der Wählenden über die möglichen Alternativen beeinflusst.
Bei der Betrachtung von Wahlverfahren, der Sozialwahltheorie, wird angenommen, dass alle Wähler rational handeln und zudem volle Information, Vollständigkeit (Einstufbarkeit aller Alternativen) und Reflexivität vorliegen. Es ist möglich, dass trotz gleicher Rahmenbedingungen, Wahlbeteiligten und Präferenzordnungen lediglich durch die Anwendung verschiedener Wahlverfahren unterschiedliche Ergebnisse zustande kommen. Dieser Konflikt kann unter anderem bei einer Überprüfung der Borda-Wahl mit der Mehrheitswahl auftreten. Ein weiteres Problem, das Condorcet-Paradoxon (auch als Problem der zyklischen Mehrheiten bekannt), ergibt sich durch die alleinige Variierung der Anzahl und Anordnung von Wahlmöglichkeiten bei der Condorcet Wahl. Aufgrund dieser Schwierigkeiten wurde das Arrow-Theorem formuliert: Es lässt sich kein Wahlsystem finden, welches fünf Grundvoraussetzungen erfüllt, die Arrow für die optimale Aufstellung einer gesellschaftlichen Präferenzordnung formuliert hat.
Thomas Grüter stellt die These auf, dass es im Kontext der „Ökonomischen Theorie der Demokratie“ für den Einzelnen ein irrationales Verhalten sei, an Wahlen teilzunehmen. „Wirtschaftlich gesehen ist es sinnlos, zur Wahl zu gehen. Man muss […] sich die Zeit nehmen, Wahlprogramme zu studieren und das Wahllokal aufzusuchen. Dafür erhält man einen winzige[n] Anteil Mitbestimmung bei der Zusammensetzung des Parlaments. Der Ertrag geht also gegen Null und rechtfertigt – rational betrachtet – keinerlei Aufwand.“ Erklärt werden müsse, warum angesichts dessen Bürger trotzdem an Wahlen teilnehmen.

### Staatsversagen
Die Public Choice geht davon aus, dass der Staat genauso wie der Markt unvollkommene Entscheidungen trifft und daher Marktversagen nicht immer ausgleichen kann. Dies liegt daran, dass Amtsträger weiter private über öffentliche Interessen stellen. Erstere sind vor allem Machtgewinn bzw. -erhalt. Daher werden regelmäßig Interessen der eigenen Wählerschaft verfolgt, auch wenn sie dem Gemeinwohl schaden. Zudem sind die Wähler nicht im gleichen Maße informiert wie die Akteure des Marktes und haben auch weniger Wahlmöglichkeiten, da sie sich nur für ein bestimmtes (Partei)-Programm entscheiden können.
Eine wichtige Rolle in der Forschung spielen dazu Interessensgruppen, die die Politik zugunsten ihrer eigenen Ziele beeinflussen wollen. Auch diese Gruppen stellen ihre privaten vor die öffentlichen Interessen. Oft tauschen sie daher Vorteile mit Politikern aus, zum Beispiel ihre Unterstützung im Gegenzug für eine Gesetzgebung, die die Gruppe nach eigener Ansicht besser stellt.
Trotz dieser Staatskritik sprechen sich viele Vertreter der Public Choice für einen Fortbestand zentraler Institutionen, allerdings gegen eine Idealisierung der Rolle von Staaten aus. So war zum Beispiel Mancur Olson ein Verfechter eines starken Staates, kritisierte jedoch den Einfluss durch Interessensgruppen.

### Rent-Seeking
Ein weiteres Teilgebiet der Public Choice stellt das sogenannte Rent-Seeking dar. Rent-Seeking bezeichnet das Streben nach einer sogenannten politischen Rente. Diese ist ein gegenleistungsloser Gewinn, den man durch die Ausnutzung einer strukturell bedingten Knappheitslage erzielen kann. Auf einem funktionierenden Markt wird eine solche Situation durch das Auftreten zusätzlicher Anbieter, die das Gut zu einem geringeren Preis bereitstellen, beendet. Bei Rent-Seeking versuchen Marktakteure jedoch, staatliche Institutionen so zu beeinflussen, dass sie selbst eine dominante Marktposition erreichen und (ihre Konkurrenz eingeschränkt oder unterbunden wird, sodass sie) keinem Konkurrenzdruck unterliegen. Ist dies erreicht, besteht ein Monopol oder Oligopol, dessen Stellung nicht gefährdet ist, und somit die Möglichkeit für die Anbieter, durch überhöhte Preise zusätzliches Einkommen zu erwirtschaften.
Rent-Seeking ist einer der wesentlichen Gründe für Lobbyismus durch Unternehmen. Denn jegliche Lobbyarbeit richtet sich entweder für eigene Vorteile (gegen eigene Nachteile) oder aber gegen Vorteile der Konkurrenz. Die für den Rentengewinn verwendeten Ressourcen werden von der Public Choice als verschwendet betrachtet, da sie nur dafür aufgewendet werden, bestehenden Wohlstand umzuverteilen, anstatt neue Wohlfahrt zu schaffen.

#### Konkurrenz bei Rent-Seeking
Wenn mehrere Rent-Seekers getrennt voneinander Ressourcen darauf verwenden, eine privilegierte Marktstellung zu erreichen, kann es zu einem Konkurrenzverhältnis kommen, bei dem die Akteure mehr Ressourcen aufwenden, als in der Zukunft an Profiten durch diese Marktstellung zu erreichen ist. Dieses scheinbar „unwirtschaftliche“, irrationale Handeln ist in der Gefahr begründet, den Wettkampf um Einfluss zu verlieren. Außerdem kann die Motivation, das bisher bereits eingesetzte Geld nicht als Verlust werten zu wollen, eine bedeutende Rolle spielen. Beispiel: Zwei miteinander konkurrierende Firmen versuchen ein Monopol zu erlangen und begeben sich in eine sich im Ressourcenvolumen steigernde Spirale an Geld für Einfluss – mehr, als ihnen die Monopolstellung wirtschaftlich wert ist.

#### Probleme durch Rent-Seeking
Verstärkte Einflussnahme durch Unternehmen (Lobbyarbeit) setzt Politiker und Bürokraten einer großen Belastung bzw. der Versuchung aus, zum eigenen Vorteil gegen das Gemeinwohl zu handeln. Dieses Problem tritt auch in autokratischen Systemen auf und verursacht besonders in Entwicklungsländern große Wohlfahrtsverluste, vor allem als Kosten für die ärmeren Einwohner dieser Staaten.

### Einführungen und Übersichtsarbeiten
- Jochen Dehling und Klaus Schubert: Ökonomische Theorien der Politik. Lehrbuch (= Elemente der Politik). VS Verlag für Sozialwissenschaften, 2011, ISBN 978-3-531-17113-5.
- Johannes Marx, Andreas Frings (Hrsg.): New Political Economy in History. Sonderausgabe von Historical Social Research, Vol. 32, Nr. 4. Zentrum für Historische Sozialforschung, Köln 2007. (kostenloser Lesezugang, Registrierung erforderlich)
- Guy Kirsch: Neue Politische Ökonomie. 5. Auflage, Lucius und Lucius, Stuttgart 2004, ISBN 3-8282-0270-5.
- Stefan A. Schirm: Internationale Politische Ökonomie. Eine Einführung. Nomos, Baden-Baden 2004, ISBN 3-8329-0735-1.
- Dennis C. Mueller: Public Choice III. Cambridge University Press, Cambridge 2003, ISBN 0-521-89475-1.
- Sylke Behrends: Neue Politische Ökonomie. Systematische Darstellung und kritische Beurteilung ihrer Entwicklungslinien. Vahlen, München 2001, ISBN 3-8006-2505-9.
- Peter Bernholz, Friedrich Breyer: Grundlagen der Politischen Ökonomie. Mohr, Tübingen 1984, ISBN 3-16-344854-2.

### Grundlegende Werke
- Anthony Downs: Ökonomische Theorie der Demokratie. (Originaltitel: An Economic Theory of Democracy. New York 1957.).
- Mancur Olson: Die Logik des kollektiven Handelns – Kollektivgüter und die Theorie der Gruppen (= Die Einheit der Gesellschaftswissenschaften. Band 10). 5. Auflage. Mohr Siebeck, Tübingen 2004 (Originaltitel: The Logic of Collective Action: Public Goods and the Theory of Groups. New York 1965.).
- Gary S. Becker: Familie, Gesellschaft und Politik – die ökonomische Perspektive. Hrsg.: Ingo Pies (= Die Einheit der Gesellschaftswissenschaften. Band 96). Mohr Siebeck, Tübingen 1996.
- Kenneth Arrow: Social Choice and Individual Values. Wiley, New York 1951.
- Duncan Black: The Theory of Committees and Elections. Cambridge University Press, London und New York 1958.
- James Buchanan, Gordon Tullock: The Calculus of Consent: The Logical Foundations of Constitutional Democracy. University of Michigan Press, 1962.

### Fachzeitschriften
- William F. Shughart II (Hrsg.): Public Choice. Springer Verlag. ISSN 0048-5829. Seit 1966. Davor: Papers on Non-market Decision Making ISSN 0048-5829